# Amphoe Mueang Phitsanulok
Amphoe Mueang Phitsanulok (thailändisch อำเภอเมืองพิษณุโลก) ist ein Landkreis (Amphoe – Verwaltungs-Distrikt) in der Provinz Phitsanulok. Die Provinz Phitsanulok liegt in der Nordregion von Thailand. Die gleichnamige Stadt Phitsanulok ist Hauptstadt des Landkreises und der Provinz.

## Geographie
Der Landkreis Phitsanulok liegt etwa 380 Kilometer nördlich von Bangkok, mit einer Gesamtfläche von 750,8 km² (469.250 Rai). Durch Phitsanulok fließt der Mae Nam Nan (Nan-Fluss), welcher den Westen der Provinz von Nord nach Süd durchfließt.
Benachbarte Landkreise sind (von Norden im Uhrzeigersinn): Amphoe Phrom Phiram, Wat Bot, Wang Thong, Bang Krathum und Bang Rakam der Provinz Phitsanulok.

## Wirtschaft und Bildung

### Landwirtschaft
Die Landwirtschaft produziert neben Reis viel Obst (unter anderem Orangen, Limetten) und Gewürze (zum Beispiel Chilischoten).

### Bildung
Die Naresuan-Universität ist die führende Universität der unteren Nordregion von Thailand. Außerdem befindet sich in diesem Amphoe die Rajabhat-Universität Pibulsongkram sowie ein Nebencampus der Technischen Universität Rajamangala Lanna.

## Verkehr
Der Landkreis Phitsanulok bildet wie auch die Stadt Phitsanulok einen wichtigen Verkehrsknoten auf den Fernstraßen von Zentral- nach Nordthailand und von Tak in den Isan, also den Süd-Nord- und den West-Ost-Verbindungen in Thailand: die Nationalstraße Nr. 12 führt durch die Stadt, die etwa 15 Kilometer östlich der Stadt die Nationalstraße Nr. 11 kreuzt.
Mit der guten Verkehrsanbindung ist auch eine rege Handelstätigkeit verbunden.

### Flughafen
In diesem Bezirk befindet sich der Flughafen Phitsanulok (IATA-Flughafencode: PHS).

## Sehenswürdigkeiten
- Wat Phra Si Rattana Mahathat (auch Wat Yai, „großer Tempel“) – buddhistische Tempelanlage (Wat) mit einem 36 m hohen, oben vergoldeten Prang im Khmer-Stil. Der Viharn mit seinen dreifach gestaffelten Dach hat große Eingangstüren mit Perlmutt-Einlegearbeiten aus dem 18. Jahrhundert. Dort befindet sich Phra Phuttha Chinnarat, eine Buddha-Statue im Sukhothai-Stil, die von den Buddhisten im ganzen Land hoch verehrt wird. Diese Statue war das Vorbild für die gleichnamige Statue im Wat Benchamabophit, Bangkok.
- Wat Ratchaburana – einer der ältesten Tempel von Phitsanulok, nahe dem Wat Yai
- Folklore-Museum – Ansichten aus früheren Zeiten, Gegenstände des täglichen Lebens und ein Komplex mit mehreren schönen Thaihäusern; das Museum wird privat geführt (englische Erklärungen).
- Wat Chulamani – Tempelanlage südlich von Phitsanulok, in der König Boromatrailokanat (15. Jahrhundert) begraben wurde.
- Naresuan-Schrein – auf dem Boden des zerstörten Chandra-Palastes, der derzeit ausgegraben und wiederhergestellt wird
- Wat Aranyik und Wat Chedi Yod Thong – buddhistische Tempel aus der Sukhothai-Periode (13.–15. Jahrhundert)
- Statue des Königs Naresuan auf dem Campus der Naresuan-Universität – die Statue wurde entworfen vom Fine Arts Department und ist in etwa doppelter Lebensgröße (2,80 m hoch) ausgeführt; sie wiegt ca. 2000 kg. Sie zeigt den König in Kampfbekleidung, wie er auf dem Thron sitzend Wasser aus einer goldenen Behälter ausgießt; dies symbolisiert die neu gewonnene Unabhängigkeit des Reiches Ayutthaya. Das Gesicht des Königs wurde modelliert nach dem Originalmodell von Silpa Bhirasri. Die Statue wurde am 31. August 1993 in Anwesenheit von Prinzessin Maha Chakri Sirindhorn feierlich enthüllt.
- Das Bahnhofsgebäude in Phitsanulok, das an mittel- und süddeutsche Fachwerkbauten angelehnt ist, wurde zwischen 1906 und 1912 von dem deutschen Architekten Karl Döhring entworfen und gebaut.
- Tal des Flusses Wang Thong (auch Khaek) mit seinen Wasserfällen (siehe Phitsanulok (Provinz))

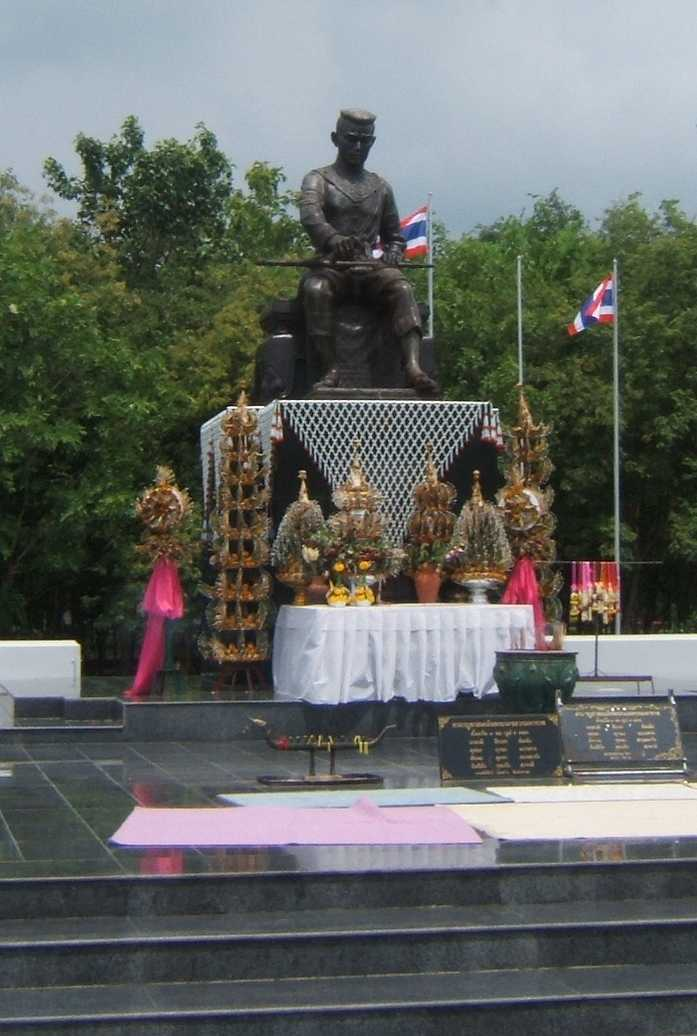
Statue von König Naresuan, gestaltet von Silpa Bhirasri
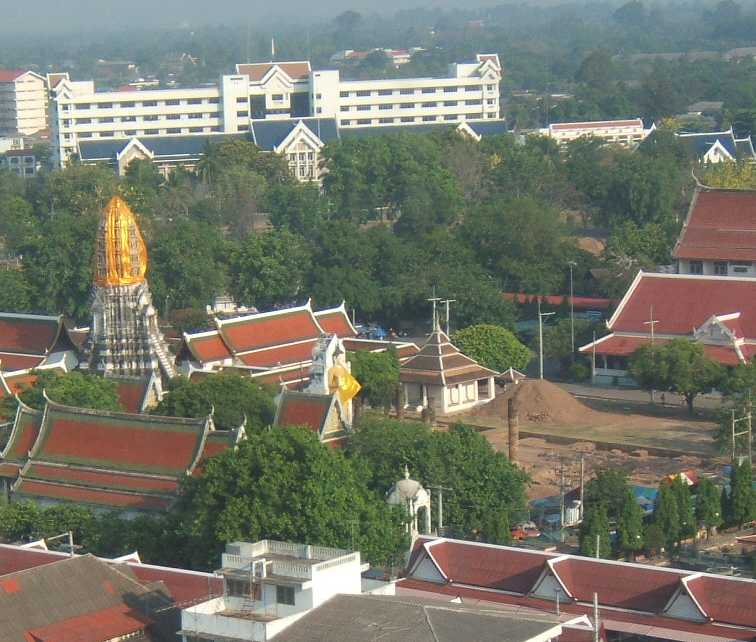
Wat Yai, im Hintergrund das Verwaltungsgebäude der Provinz
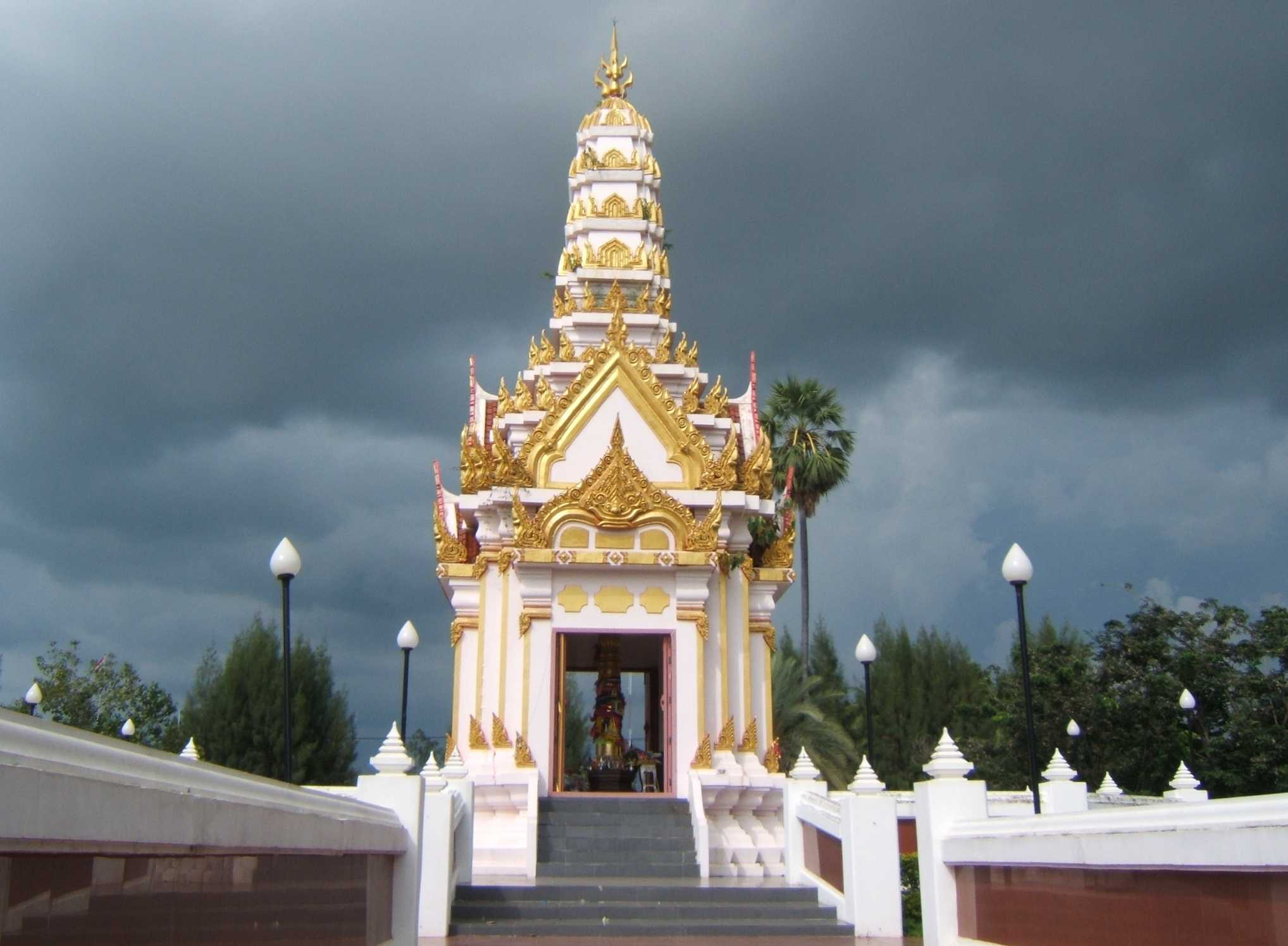
Lak Mueang Phitsanulok
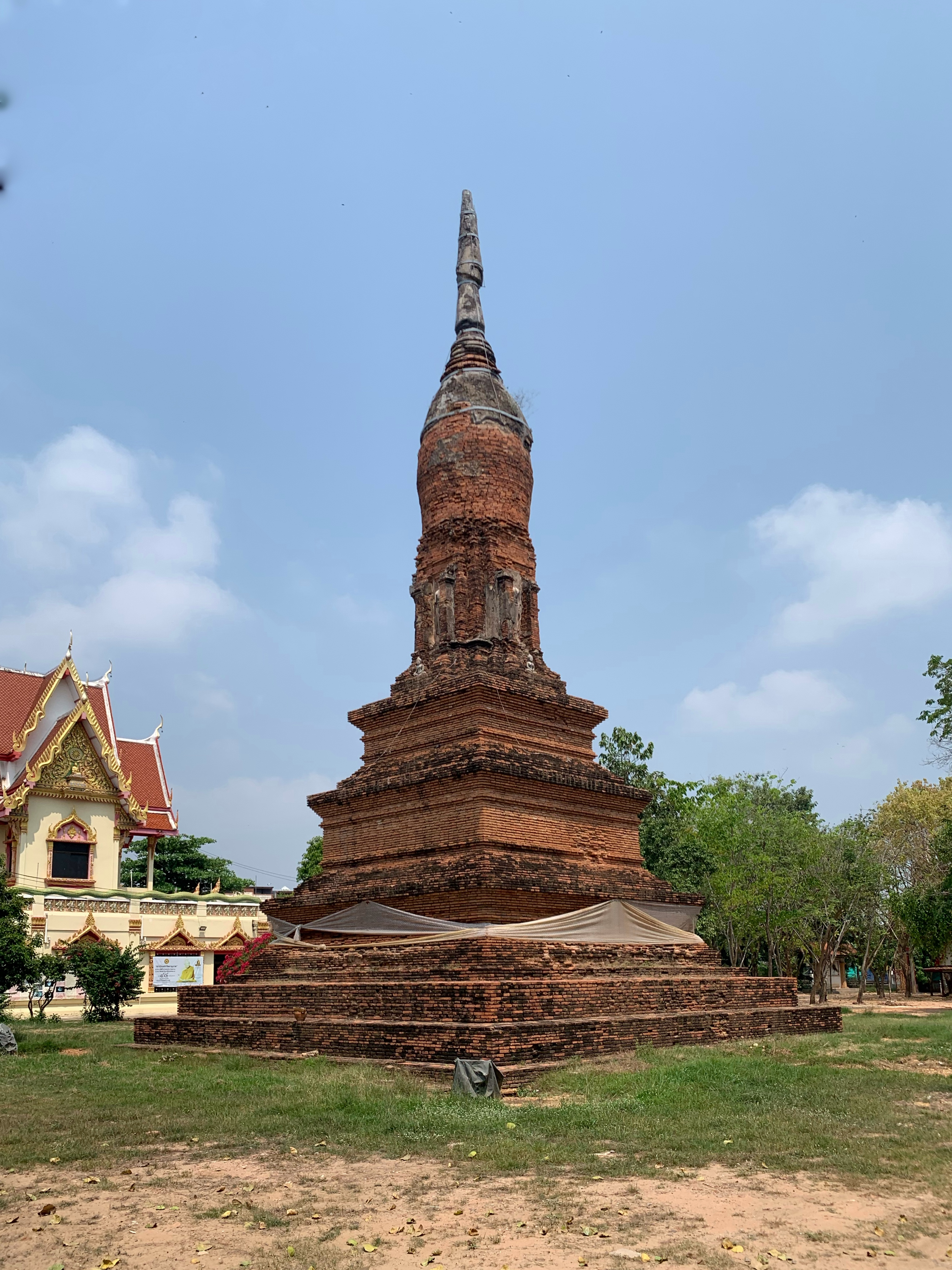
Wat Chedi Yod Thong
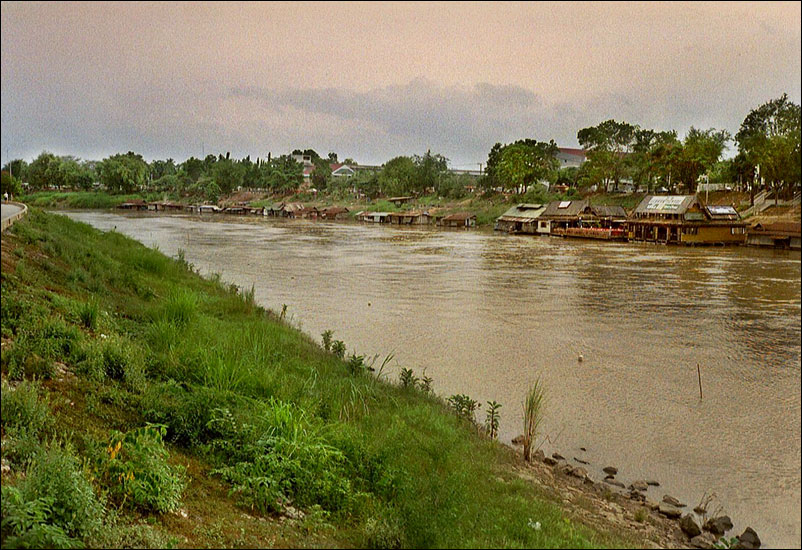
Hausboote auf dem Nan-Fluss

## Lokale Feste
- Ende September/Anfang Oktober finden jedes Jahr auf dem Nan-Fluss Langboot-Rennen statt.

## Verwaltung

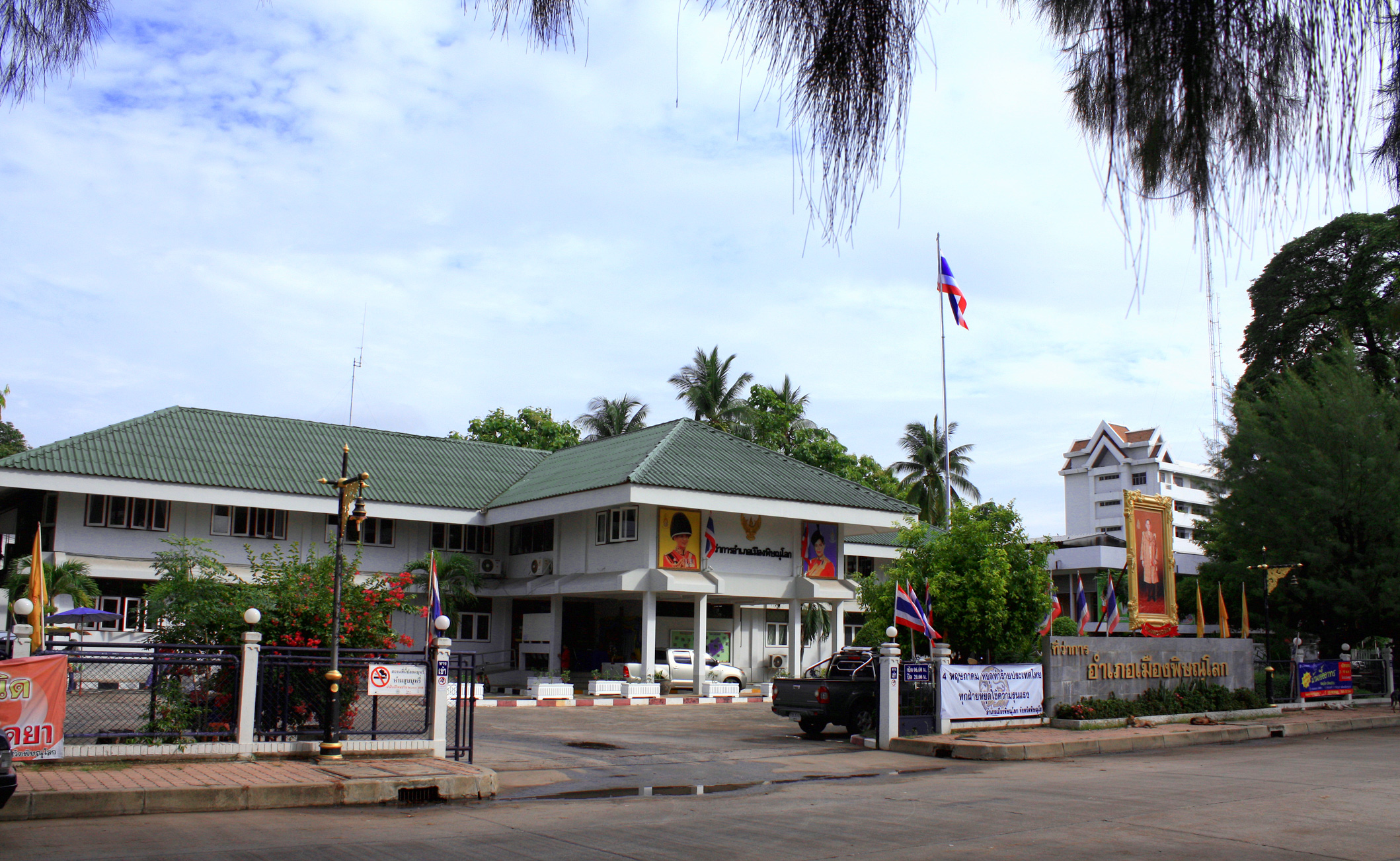
Sitz der Bezirksverwaltung (Thi Wa Kan Amphoe) Mueang Phitsanulok

### Provinzverwaltung
Der Landkreis Mueang Phitsanulok ist in 20 Gemeinden (Tambon) gegliedert, welche wiederum in 173 Dorfgemeinschaften(Muban)  unterteilt sind.
| Nr. | Name           | Thai     | Muban | Einw.  |
| --- | -------------- | -------- | ----- | ------ |
| 01. | Nai Mueang     | ในเมือง   | 0-    | 72.601 |
| 02. | Wang Nam Khu   | วังน้ำคู้    | 08    | 04.993 |
| 03. | Wat Chan       | วัดจันทร์   | 06    | 07.407 |
| 04. | Wat Phrik      | วัดพริก    | 12    | 09.027 |
| 05. | Tha Thong      | ท่าทอง    | 11    | 12.533 |
| 06. | Tha Pho        | ท่าโพธิ์    | 11    | 19.309 |
| 07. | Samo Khae      | สมอแข    | 08    | 14.860 |
| 08. | Don Thong      | ดอนทอง   | 14    | 12.833 |
| 09. | Ban Pa         | บ้านป่า    | 10    | 05.599 |
| 10. | Pak Thok       | ปากโทก   | 07    | 04.746 |
| 11. | Hua Ro         | หัวรอ     | 12    | 21.577 |
| 12. | Chom Thong     | จอมทอง   | 09    | 03.721 |
| 13. | Ban Krang      | บ้านกร่าง  | 12    | 11.967 |
| 14. | Ban Khlong     | บ้านคลอง  | 05    | 13.092 |
| 15. | Phlai Chumphon | พลายชุมพล | 05    | 07.157 |
| 16. | Makham Sung    | มะขามสูง  | 10    | 05.541 |
| 17. | Aranyik        | อรัญญิก    | 10    | 29.841 |
| 18. | Bueng Phra     | บึงพระ    | 10    | 16.697 |
| 19. | Phai Kho Don   | ไผ่ขอดอน  | 06    | 04.061 |
| 20. | Ngio Ngam      | งิ้วงาม    | 07    | 03.360 |

### Lokalverwaltung
Phitsanulok selbst (เทศบาลนครพิษณุโลก) hat Großstadt-Status (Thesaban Nakhon), sie besteht aus dem kompletten Tambon Nai Mueang.
Aranyik (เทศบาลเมืองอรัญญิก) ist eine Stadt (Thesaban Mueang) im Landkreis, sie besteht aus dem gesamten Tambon Aranyik.
Daneben gibt es fünf Kleinstädte (Thesaban Tambon):
- Ban Mai (เทศบาลตำบลบ้านใหม่) besteht aus Teilen der Tambon Wang Nam Khu und Wat Phrik,
- Phlai Chumphon (เทศบาลตำบลพลายชุมพล) besteht aus dem gesamten Tambon Phlai Chumphon,
- Hua Ro (เทศบาลตำบลหัวรอ) besteht aus dem gesamten Tambon Hua Ro,
- Tha Thong (เทศบาลตำบลท่าทอง) besteht aus dem gesamten Tambon Tha Thong,
- Ban Khlong (เทศบาลตำบลบ้านคลอง) besteht aus dem gesamten Tambon Ban Khlong.

Weiterhin gibt es 14 „Tambon Administrative Organizations“ (TAO, องค์การบริหารส่วนตำบล – Verwaltungs-Organisationen) für die Tambon im Landkreis, die zu keiner Stadt gehören.